# Alex O'Connor
Alex J. O'Connor (Oxford, 27 marzo 1999) è uno scrittore e youtuber britannico.
Creatore del canale youtube CosmicSkeptic e del podcast Within Reason, O'Connor è diventato famoso per i suoi dibattiti riguardanti l'esistenza di Dio, l'ateismo, la religione ed il rapporto tra scienza e fede. Tra i personaggi più noti con i quali ha dibattuto vi sono Trent Horn (le cui argomentazioni O'Connor definì «molto potenti» e «stimolanti»), John Lennox, Ben Shapiro, Richard Dawkins, Jordan Peterson e numerosi altri.

## Biografia
Nato nel Regno Unito, ad Oxford, O'Connor ha frequentato il St John's College dell'Università di Oxford, laureandosi in filosofia.

### Carriera
All'età di diciassette anni, ha iniziato a pubblicare video sul suo canale youtube CosmicSkeptic, nei quali commentava temi legati alla filosofia, alla religione e alla politica. Successivamente, ha lanciato il podcast Within Reason, in cui ha intervistato ospiti come Richard Dawkins, David Deutsch, Sam Harris, Carlo Rovelli e Slavoj Žižek.
O'Connor è anche autore per il giornale online UnHerd.

## Posizioni
Inzialmente ateo, Alex O'Connor si definisce agnostico. Egli è un critico della monarchia inglese.